# Pírcing púbic
Un pírcing púbic és un pírcing a la zona púbica (el mont de Venus en dones, i la base del penis en homes). La taxa de rebuig és al voltant de 3 a 4 mesos, és a dir, tan alta com la majoria dels pírcings convencionals (nas, orella, llengua), perquè és una perforació superficial. Alguns es fan aquest pírcing perquè pot oferir una estimulació directa al clítoris durant el coit.
Es col·loca al final del monticle púbic, just per sobre de l'eix del penis. En general, la joieria inserida és un barbell fet a mida, que es fa servir per a facilitar la cicatrització.
Si aquest pírcing es fica verticalment a una dona, s'anomena pírcing de Christina.

## Joieria
Com a joia, normalment es fa servir un barbell o un barbell corbat amb un diàmetre d'1,6 mil·límetres. Es pot utilitzar un anell de bola captiva, però s'ha de tenir en compte la mida adequada, en cas contrari, hi ha el risc de que el pírcing surti del seu lloc.
A l'inici, es recomana fer servir joies de PTFE.

## Implementació
Per tal de minimitzar el temps de curació i la probabilitat d'una infecció, la perforació generalment es practica exactament en el punt de transició cap al penis. Abans de perforar, es pot elevar el penis per definir amb precisió aquesta línia. L'àrea genital ha d'estar lliure de pèl púbic abans d'efectuar la perforació.
Com passa amb la majoria dels pírcings superficial, el temps de cicatrització varia depenent de la profunditat de la perforació i el nivell d'activitat que manté la perforació. Per a un subjecte que tingui una dieta saludable i una baixa activitat, el temps de cicatrització pot ser d'entre 10 i 12 setmanes.